# Deiffelt (Belgique)
Pour l’article homonyme, voir Deiffelt (Luxembourg).
Deiffelt (en luxembourgeois: Déiwent/Deewelt, en allemand Deyfeld) est un hameau belge de la commune de Gouvy situé en Région wallonne dans la province de Luxembourg.
Avant la fusion de communes de 1977, il faisait partie de Beho.

## Géographie
Le village de Deiffelt est le village le plus à l’est de la commune de Gouvy, il se trouve à la frontière avec le Luxembourg.
Il est traversé par la N68 qui relie l’Allemagne au Luxembourg.
Son altitude varie beaucoup, le point le plus bas se situe sur la N815 près d’Ourthe avec 450M et le point le plus haut se situe sur la frontière avec le Luxembourg à côté du Knauf avec 540M.
| Gouvy  | Beho     |          |
| Ourthe | Deiffelt | Espeler  |
| Ourthe | Schmiede | Lengeler |

## Transport
Le village de Deiffelt est traversé par 5 lignes de bus :
848 qui relie Gouvy-Aldringen-Saint-Vith et 18/4 qui relie Gouvy-Deiffelt-Beho-Commanster-Vielsalm pendant les périodes scolaires ;
14/6 qui relie Houffalize-Vielsalm-Schmiede et 
14/7 qui relie Houffalize-Gouvy-Schmiede une fois par semaine le jeudi ou le vendredi ; ligne transfrontalière 173 qui relie Gare de Troisvierges-Wemperhardt-Huldange Schmiede-Deiffelt-Maldingen-Grüfflingen- Saint-Vith avec une fréquence de passage élevée, les parcours entre deux arrêts belges sont autorisés,au même tarif que les trajets transfrontaliers.
La gare la plus proche est celle de Gouvy

## Géographie
C’est à l’ouest de Deiffelt que naît, par la confluence de deux ruisseaux, l’Ourthe orientale, une des deux rivières se joignant pour former l’Ourthe, un affluent de la Meuse.
Traversé par la route nationale 68 Trois-Ponts - Vielsalm - Grand-Duché de Luxembourg, Deiffelt est le dernier village belge avant la frontière belgo-luxembourgeoise.

## Histoire
Au cours de la Seconde Guerre mondiale, le 10 mai 1940, jour du déclenchement de la campagne des 18 jours, Deiffelt est prise par les Allemands du Kradschützen-Bataillon 7, de la 7e Panzerdivision, qui a pour objectif de traverser la Meuse au niveau de Dinant.

## Curiosités
- La chapelle Saint-Lambert